# Adalaria proxima
Adalaria proxima är en snäckart som först beskrevs av Joshua Alder och Hancock 1854.  Adalaria proxima ingår i släktet Adalaria och familjen Onchidorididae. Arten är reproducerande i Sverige. Inga underarter finns listade i Catalogue of Life.